# Глухий ясенно-твердопіднебінний африкат
Глухий ясенно-твердопіднебінний африкат — приголосний звук, що існує в деяких мовах. У Міжнародному фонетичному алфавіті записується як ⟨t͡ɕ⟩ (раніше — ⟨ʨ⟩). М'який шиплячий приголосний, африкат. В українській мові цей звук передається на письмі літерою ч. Найм'якший у ряду шиплячих африкатів /t͡ɕ/—/t͡ʃ/—/ʈ͡ʂ/.
Деякі науковці використовують символ глухого заясенного африката /t͡ʃ/ або його палаталізований варіант /t͡ʃʲ/ для позначення /t͡ɕ/.

## Назва
- Глуха ясенно-твердопіднебінна африката
- Глухий ясенно-твердопіднебінний африкат
- Глухий ясенно-твердопіднебінний зімкнено-щілинний приголосний
- Глуха альвеоло-палатальна африката
- Глухий альвеоло-палатальний африкат (англ. Voiceless alveolo-palatal affricate)
- Глухий альвеоло-палатальний зімкнено-щілинний приголосний.

## Властивості
Властивості глухого ясенно-твердопіднебінного африката:
- Тип фонації — глуха, тобто цей звук вимовляється без вібрації голосових зв'язок.
- Спосіб творення — сибілянтний африкат, тобто спочатку повітряний потік повністю перекривається, а потім скеровується по жолобку на спинці язика за місцем творення на гострий кінець зубів, що спричиняє високочастотну турбулентність.
- Місце творення — ясенно-твердопіднебінне, тобто він артикулюється передньою частиною язика за ясенним бугорком, а середня частина язика піднімається до твердого піднебіння.
- Це ротовий приголосний, тобто повітря виходить крізь рот.
- Це центральний приголосний, тобто повітря проходить над центральною частиною язика, а не по боках.
- Механізм передачі повітря — егресивний легеневий, тобто під час артикуляції повітря виштовхується крізь голосовий тракт з легенів, а не з гортані, чи з рота.

## Приклади
| Мова                        | Мова                        | Слово          | МФА           | Значення | Примітки                                                                     |
| --------------------------- | --------------------------- | -------------- | ------------- | -------- | ---------------------------------------------------------------------------- |
| адигейська                  | адигейська                  | чъыгы          | [t͡ɕəɣə]       | дерево   |                                                                              |
| в'єтнамська                 | в'єтнамська                 | cha            | [t͡ɕa]         | батько   | Див. в'єтнамська фонетика                                                    |
| данська                     | данська                     | tjener         | [ˈt͡ɕe̝ːnɐ]     | слуга    | Див. данська фонетика                                                        |
| каталанська                 | каталанська                 | fletxa         | [ˈfɫet͡ɕə]     | стріла   | Див. каталанська фонетика                                                    |
| китайська (стандартна)      | китайська (стандартна)      | 北京 / Běijīng | [peɪ˨˩ t͡ɕiŋ˥] | Пекін    | Див. китайська фонетика                                                      |
| китайська (кантонська)      | китайська (кантонська)      | 豬 / zyu1      | [tɕyː˥]       | свиня    | алофон /t͡s/, палаталізований перед /iː/, /ɪ/, /yː/. Див. кантонська фонетика |
| корейська                   | корейська                   | 집 / jip       | [t͡ɕip̚]        | дім      | Див. корейська фонетика                                                      |
| норвезька                   | норвезька                   | tjern          | [t͡ɕæɳ]        | ставок   | Див. норвезька фонетика                                                      |
| польська                    | польська                    | ćma            | [t͡ɕmä]        | міль     | Див. польська фонетика                                                       |
| португальська (бразильська) | португальська (бразильська) | tcheco         | [ˈtɕɛku]      | чех      | Див. португальська фонетика                                                  |
| російська                   | російська                   | чуть           | [t͡ɕʉtʲ]       | трохи    | Див. російська фонетика                                                      |
| румунська (Банат)           | румунська (Банат)           | frate          | [frat͡ɕe]      | брат     | Див. румунська фонетика                                                      |
| сербська                    | сербська                    | Ловћен         | [ɫǒ̞ʋt͡ɕe̞n]     | Ловчен   | Подібний до /t͡ʃ/ в боснійській і хорватській. Див. сербська фонетика         |
| тайська                     | тайська                     | ฉัน             | [tɕʰǎn]       | я        |                                                                              |
| шведська (Фінляндія)        | шведська (Фінляндія)        | kjol           | [t͡ɕuːl]       | спідниця | Див. шведська фонетика                                                       |
| японська                    | японська                    | 知人 / chijin  | [t͡ɕid͡ʑĩɴ]     | приятель | Див. японська фонетика                                                       |